# La Ciénega (Hidalgo)
La Ciénega es una localidad de México localizada en el municipio de Nicolás Flores en el estado de Hidalgo.

## Toponimia
Se le denomina así porque anteriormente era una ciénaga y zona lodosa.

## Historia
La Ciénega formaba parte de la comunidad vecina de Itatlaxco, las casas que estaban lejos del centro de esta comunidad debían ir a reuniones, faenas, a la escuela, a comprar mandado en esta comunidad, lo que significaba tener que caminar demasiado, la consecuencia de la lejanía dio origen a que los habitantes se separaran y fundaran su propia comunidad. 
Iniciaron la construcción central de la comunidad en la parte más alta de un cerro, el cual estaba lleno de lodo, de ahí se le asignó el nombre de La Ciénega, aquí las personas construyeron una escuela con palos y orcones de madera, techado con láminas de cartón, después se fueron construyendo casas en los alrededores de esta escuela, algunos movieron su casa para estar más cerca del centro (la facilidad de mover la casa, era porque estaba hecha de madera, además de que los terrenos no tenían dueño, eso facilitaba la posibilidad de construir en donde quisieran), y otros llegaban de otras comunidades y fundaban su vivienda en ese lugar, de tal manera que toda la población quedó concentrada en torno a la escuela.
Actualmente las casas ya son de concreto, la comunidad cuenta con un centro de salud, una delegación, el preescolar que en un inicio se llamó "La Primavera", hoy “Leona Vicario” y la escuela primaria indígena “Emiliano Zapata". La carretera llegó tiempo después, aunque en la actualidad sigue siendo terracería, la luz eléctrica y el drenaje llegaron años después. La capilla que se encuentra en la comunidad fue construida por la misma población y es en honor al señor de la misericordia.

## Geografía

### Ubicación
Gecográficamente forma parte de la Sierra Gorda, pero culturalmente se la considera como parte del Valle del Mezquital. Le corresponden las coordenadas geográficas 20° 47’ 59.915” de latitud norte y 99° 07’ 45.222” de longitud oeste, con una altitud de 1498 m s. n. m. Sus colindancias son: al norte con la comunidad de Itatlaxco, al sur con la comunidad de Agua Limpia, al este con Chuparrosa, y parte de Rancho Nuevo y al oeste con Pajiadhi.

### Relieve e hidrográfica
En cuanto a fisiografía se encuentra en la provincia de la Sierra Madre Oriental, dentro de la subprovincia de Carso Huasteco; su terreno es de sierra. Se localiza en la cima de un cerro, en donde el centro de la localidad es precisamente lo más alto, el lado este forma parte de una montaña más alta, y los costados norte, sur y oeste son barrancas. En lo que respecta a la hidrología se encuentra posicionado en la región del Pánuco, dentro de la cuenca el río Moctezuma, en la subcuenca del río Amajac.

### Clima

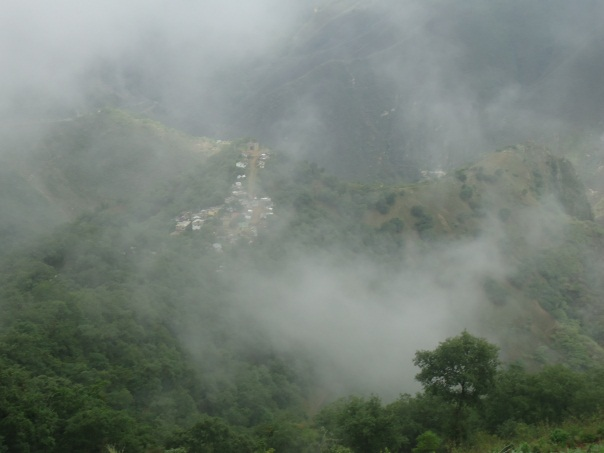
Neblina en la localidad.

Cuenta con un clima templado subhúmedo con lluvias en verano, con un periodo de lluvias entre junio a septiembre y de noviembre a febrero.

### Vegetación

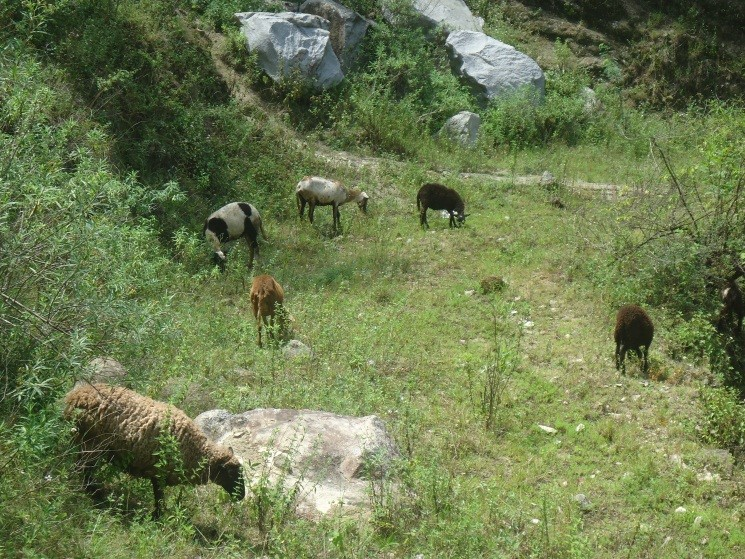
Fauna de la comunidad.

Las plantas que son abundantes en la comunidad de la Ciénega son: encino, ocote, enebro, huizache, maguey, zoyate, palma, nopales, eucalipto. Entre las plantas frutales que se cultivan en la región son: pera, durazno, manzana, limones, limas, mandarina, granada, plátano. Los cultivos se componen de Maíz, frijol, chile, calabaza, tomate, jaltomante. Los animales que encontramos en la comunidad de la Ciénega son: coyotes, zorras, tlacuaches, ardillas, tejón, ardilla voladora, tuza, ratón y murciélago, variedad de víboras como, cascabel, coralillo, tepehuaje, etc. Encontramos cantidad de aves como el águila, la tórtola, la chuparrosa o colibrí, querreque, zopilote, tecolote,  y otros. Los animales doméstico son los siguientes: gato, perro, gallina,  guajolote, chivo, borrego, burro, vaca, puerco.

## Demografía
En 2010 registró una población de 217 personas, lo que corresponde al 3.28 % de la población municipal. De los cuales 104 son hombres y 113 son mujeres. Tiene 48 viviendas particulares habitadas.
| Gráfica de evolución demográfica de La Ciénega entre 1960 y 2010 |
|                                                                  |
| Población registrada por los censos y conteos del INEGI.         |

## Cultura

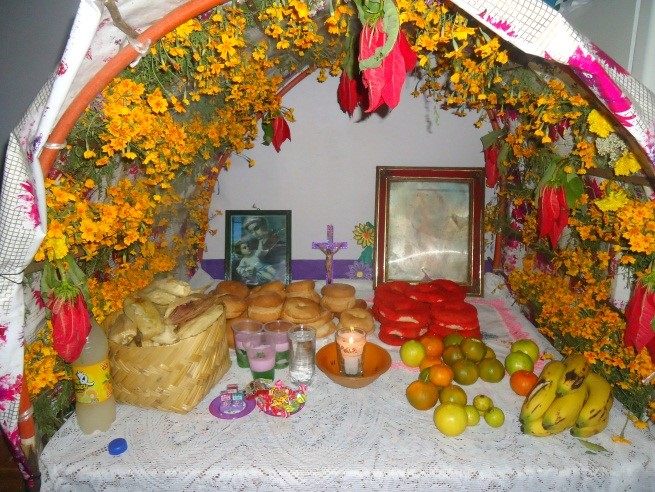
Ofrenda de día de muertos tradicional de la comunidad.

En la comunidad se festeja, el día de muertos desde el 31 de octubre al 2 de noviembre.  Se celebran fiestas como graduaciones, bautizos, bodas, además de fiestas patronales en donde elaboran frontales de flor de cucharilla, después los bajan a la ferrería ubicada en la comunidad vecina de Itatlaxco, o a la cabecera municipal de Nicolás Flores.

## Economía

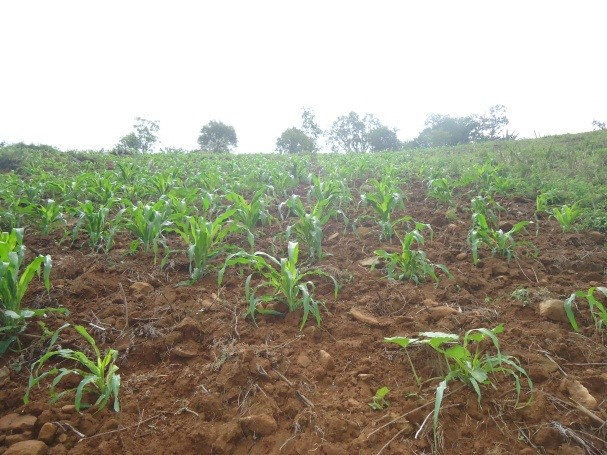
Cultivos en la comunidad.

La localidad tiene un grado de marginación alto y un grado de rezago social medio. La economía imperante es prácticamente la del auto empleo, la percepción salarial es entonces baja teniendo como referencia el salario mínimo, esto impulsa a la población a ir hacia las zonas urbanas y principalmente al extranjero.
La agricultura se basa en dos tipos de cultivos, la de temporal y las plantaciones frutales, el cultivo es para consumo personal, en su mayoría no lo venden. En ocasiones son intercambiados por algún otro producto pero solo con los mismos habitantes de la comunidad. En cuanto el comercio, cuenta con cuatro tiendas de los mismos habitantes de la comunidad, en donde venden provenientes de Nicolás Flores, e Ixmiquilpan, en ocasiones van a vender frutas y verduras a personas de comunidades vecinas.

## Infraestructura
La carretera de la comunidad de la Ciénega es únicamente de terracería, los habitantes no solo se transportan en carro, sino también utilizan las veredas para llegar más rápido a su destino.La capilla es en honor del señor de la misericordia, además de que ya se comienza a construir un templo de religión protestante.